# The Paris Concert : Edition Two
Albums de Bill Evans
The Paris Concert : Edition One Bill Evans Trio live at Balboa Jazz Club
The Paris Concert : Edition Two est un album du pianiste de jazz Bill Evans enregistré en 1979 et édité en 1984.

## Historique
Les titres qui composent cet album ont été enregistrés en public par Radio France à l’Espace Pierre Cardin (Paris), le 26 novembre 1979.
Cet album, produit par Helen Keane, fut publié pour la première fois en 1984 par le label Elektra Musician (E1 60311).
On trouvera d’autres titres provenant du même concert sur le disque The Paris Concert : Edition One.

## Titres de l’album
| No | Titre              | Auteur         | Durée |
| -- | ------------------ | -------------- | ----- |
| 1. | Re : Person I Knew | Bill Evans     | 5:01  |
| 2. | Gary's Theme       | Gary McFarland | 5:12  |
| 3. | Letter to Evan     | Bill Evans     | 4:34  |
| 4. | 34 Skidoo          | Bill Evans     | 6:30  |
| 5. | Laurie             | Bill Evans     | 7:50  |
| 6. | Nardis             | Miles Davis    | 16:58 |

## Personnel
- Bill Evans : piano
- Marc Johnson : contrebasse
- Joe LaBarbera : batterie

## Note
1. ↑  (en) Scott Yanow, « Critique de The Paris Concert : Edition Two », sur allmusic.com (consulté le 31 juillet 2013).
2. ↑  Les liner notes de The Paris Concert : Edition Two donnent comme lieu la Maison de l’O.R.T.F., devenue Maison de Radio France. Cette information est erronée. De même, il n'y a jamais eu deux concerts ce jour-là, mais un seul de deux heures avec entracte.
3. ↑  C'est le pianiste et animateur radio Henri Renaud qui a informé Bruce Lundvall, directeur de l'éphémère label Elektra Musician, de l'existence de ces bandes. Renaud et Lundvall ont alors contacté Helene Keane pour finaliser l'édition des deux disques.
4. ↑  Connu aussi sous le nom Gary's Waltz.
5. ↑  Morceau dédié par le pianiste à son fils Evan Evans.
6. ↑  Morceau dédié par le pianiste à sa dernière compagne, Laurie Verchomin.